# Río Allane
El río Allane, también llamado quebrada Allane, es un curso natural de agua ubicado en la Región de Arica y Parinacota, Chile. Su cauce desemboca en el río Colpitas. Situada a aproximadamente 3.900 metros sobre el nivel del mar, esta quebrada destaca por su notable belleza escénica.

## Trayecto
El río discurre en dirección este-oeste, paralelo al río Colpitas, situado más al norte. Ambos cursos de agua confluyen antes de desembocar en el río Lluta. 
Existe cierta ambigüedad en la denominación del río resultante de la confluencia del Allane y el Colpitas: Niemeyer sugiere llamarlo río Allane, mientras que otros optan por utilizar el término río Colpitas para referirse a ambos: 6 .

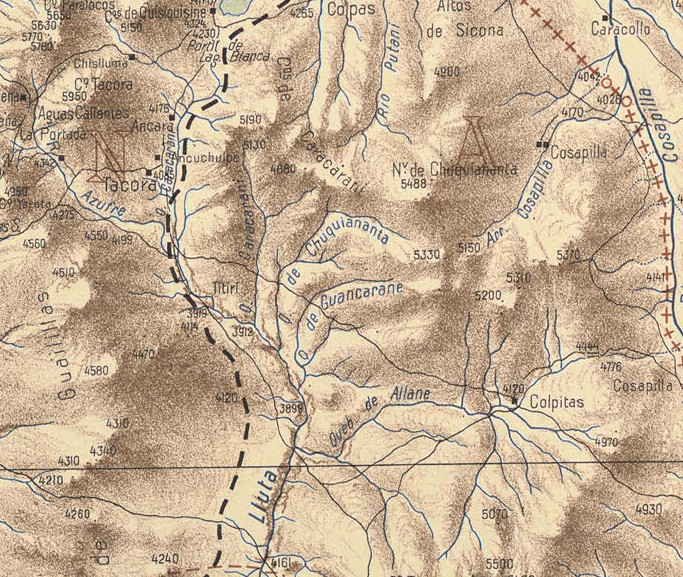
Cuenca superior del río Lluta en un mapa de Luis Risopatrón de 1910, previo al Tratado de límites de 1929. Ver mapa completo.

## Caudal y régimen

Entrada a la Quebrada de Allane

Un documento de la Dirección General de Aguas informa sobre el comportamiento de los caudales a través del año:: 38 
Toda la cuenca del río Lluta presenta un régimen pluvial con crecidas importantes entre los meses de enero a marzo, producto de precipitaciones estivales debido al denominado “Invierno Altiplánico”. El período de estiaje en años secos para esta cuenca se prolonga por varios meses del año, desde abril hasta diciembre, debido a la escasez de precipitaciones, con algunas excepciones en ciertas estaciones fluviométricas, donde se aprecian pequeños aumentos de caudales en los meses de invierno, producto de precipitaciones esporádicas. Para la subcuenca alta, desde el nacimiento del río Lluta hasta la junta de la quebrada Aroma, y subcuenca media, desde la junta de la quebrada Aroma hasta la junta de la quebrada Cardones, se aprecia que estadísticamente el período de menores caudales ocurre en el trimestre septiembre, octubre, noviembre.
Hans Niemeyer da su caudal con 0,53 m³/s.: 19 

## Historia
El origen del topónimo "Allane" es aimara. Deriva de las palabras alla- (un tipo de arbusto) y ni- (sufijo posesionar), por lo que se traduce como "existencia o abundancia del arbusto alla"
Luis Risopatrón lo describe en su Diccionario jeográfico de Chile (1924) cómo una quebrada:: 494 
Allane (Quebrada de). Corre hácia el W i desemboca en la márjen E del curso superior de la de Lluta, al N de Patapatani. 134; i 156; i de Allanes en 116, p. 305.

## Población y economía

### Turismo
La quebrada de Allane se distingue por su belleza escénica, resaltada por la confluencia de los ríos Azufre y Colpitas. En sus alrededores, se observan formaciones rocosas de diversos colores y formas, que alcanzan alturas superiores a los 200 metros. La vegetación, adaptada al clima árido del altiplano, aporta a la singularidad del paisaje.